# William Courtleigh, Jr.
William Courtleigh, Jr. (8 de março de 1892 - 13 de março de 1918) foi um ator de cinema estadunidense da era do cinema mudo, que atuou em 14 filmes entre 1914 e 1918. Teve uma carreira breve, morrendo aos 26 anos, vítima da gripe espanhola de 1918.

## Biografia
William Thomas Courtleigh, Jr., nasceu em 8 de março de 1892 em Buffalo, filho do ator de teatro e cinema William Courtleigh (1867–1930). Como seu pai, Courtleigh iniciou sua carreira no teatro, e um ano depois iniciou a carreira cinematográfica, interpretando Rev. Mark Stebbing no filme do Vitagraph Studios The Better Man, baseado no livro de Cyrus Townsend Brady.
Courtleigh atuou em 14 filmes em sua breve carreira, e provavelmente é mais lembrado pelo papel de Neal Hardin no seriado de 1915 Neal of the Navy, ao lado de Lillian Lorraine. Courtleigh atuou ao lado de Ann Pennington nos primeiros filmes dela, Susie Snowflake e The Rainbow Princess, ambos realizados em 1916. Seu último filme,Children of Destiny, outra história de Brady, foi lançado postumamente, em 1920, pela Weber Productions.

## Vida pessoal e morte
Casou com a atriz Ethel Fleming em 1915. 
William Courtleigh morreu na Filadélfia em 13 de março de 1918, devido à gripe espanhola de 1918. Ele estava com 26 anos e deixou a esposa, pai e três irmãos. Dois de seus irmãos se tornaram atores posteriormente; Stephen, que algumas vezes atuou no teatro sob o nome de William Courtleigh, Jr., e Robert Courtleigh, ambos atores de teatro e, depois, de televisão. Os três irmãos eram do segundo casamento de seu pai e mais jovens do que ele.

## Filmografia parcial

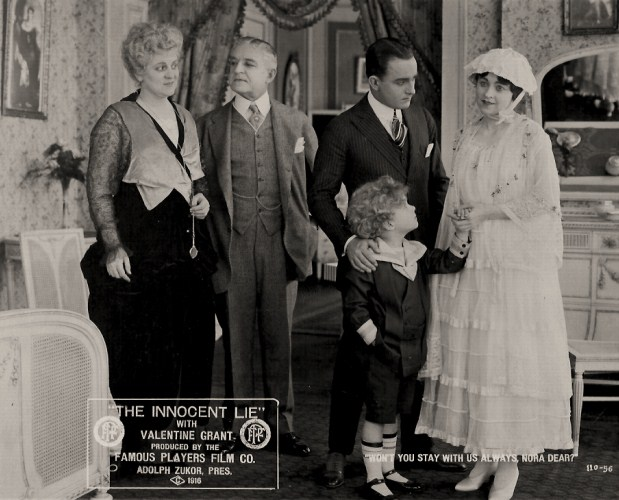
Helen Lindroth, Frank Losee, William Courtleigh, Jr. e Valentine Grant (criança) em The Innocent Lie (1916)

- The Better Man (1914)
- The Heart of a Lion (1917)[10]
- Neal of the Navy (1915)
- Susie Snowflake (1916)
- The Rainbow Princess (1916)
- The Innocent Lie (1916)[11]
- By Right of Purchase (1918)[12]
- Children of Destiny (1920)